# Сикора, Эрик
Эрик Сикора (фр. Éric Sikora; род. 4 февраля 1968, Курьер, Па-де-Кале) — французский футболист, играл на позиции защитника, тренер.

## Биография
Родился в Курьере (регион О-де-Франс, департамент Па-де-Кале), в семье польского происхождения, перебравшейся в регион в 1920-е годы. Детство провёл в соседнем городке Бийи-Монтиньи. По инициативе двоюродного деда — Франсуа Людо (1930—1992; был профессиональным футболистом, играл за «Ланс» и «Монако») посещал стадион в неподалёку расположенном местечке Рувруа, где играла местная футбольная команда. Был зачислен в футбольную секцию Рувруа, затем перешёл в систему подготовки футболистов «Ланса». На юниорском уровне играл сначала в нападении, затем в полузащите. Переквалифицировался в игрока обороны в резервной команде «Ланса» под руководством тренера Арнольда Совински.

### Карьера игрока
Играл за главную команду «Ланса» с 1985 по 2004 год, за исключением сезонов 1989/90 и 1990/91 — в Лиге 1. Дебютировал в высшем французском дивизионе 4 октября 1985 года в гостевом матче против «Сошо». По количеству матчей в Лиге 1 (434) является рекордсменом клуба.
В составе клуба стал чемпионом Франции в сезоне-1997/98 (войдя в символическую сборную Лиги 1 того сезона), выиграл Кубок французской лиги в 1999 году, а также доходил до финала Кубка Франции в 1998 году, полуфинала Кубка УЕФА в 2000 году и становился вице-чемпионом страны сезона-2001/02. Играл также в Лиге чемпионов 1998/99, Кубке Интертото 2000.
Летом 1998 года после чемпионского сезона был близок к переходу в английский «Ливерпуль», который возглавлял француз Жерар Улье, но переход, суливший Сикоре лучшие финансовые условия, не состоялся из-за организационных моментов (на игрока, незадолго до возможного перехода сменившего агента, претендовал прежний агент), и «Ланс» предложил игроку новый контракт на улучшенных условиях.
Всего за «Ланс» сыграл в 586 официальных матчах.
Вызывался в молодёжную сборную Франции, в том числе принял участие в отборочном турнире чемпионата Европы 1990.

### Тренерская карьера
После окончания игровой карьеры перешёл на тренерскую работу в «Лансе». В январе 2005 года после увольнения за плохие результаты Жоэля Мюллера вошёл в тренерский штаб Франсиса Жийо. В марте 2006 года перешёл на должность ассистента главного тренера в резервной команде. Возглавляя юниорскую команду «Ланса», привёл её к победе в чемпионате Франции среди игроков до 17 лет сезона 2011/12 годов.
Был главным тренером первой команды в сезонах 2012/13 и 2017/18 в Лиге 2, принимая команду по ходу сезона. После 8-го тура сезона-2012/13 Лиги 2 заменил Жана-Луи Гарсию, результаты: 30 матчей, 8 побед, 13 ничьих, 9 поражений в чемпионате (команда поднялась с 16-го на 12-е место) и 5 побед при 1 поражении в кубке Франции (в 1/4 финала дома от «Бордо»). В 36-м туре Лиги 2 «Ланс» проиграл «Генгаму» со счётом 0:7, что стало самым крупным поражением «Ланса» в истории клуба. При этом главным тренером Сикора был де-факто, де-юре главным тренером из-за отсутствия необходимой лицензии у Сикоры был Марк Вестерлопп. По окончании того сезона Сикора возглавил резервную команду, уступив должность главного тренера основной команды Антуану Комбуаре.
В августе 2017 года на посту главного тренера «Ланса» сменил Алена Казанову, результаты: 34 матча, 11 побед, 10 ничьих, 13 поражений в Лиге 2 (команда поднялась с 19-го на 14-е место), 5 побед и поражение по пенальти в Кубке Франции (в 1/4 финала в гостях от клуба третьего дивизиона «Лез Эрбье», дошедшего до финала) и поражение в гостевом матче второго раунда Кубка лиги от «Лорьяна». При этом при Казанове «Ланс» потерпел 4 поражения в стартовых 4-х играх Лиги 2, Сикора тоже начал с четырёх поражений подряд, три из которых — в Лиге 2. Команда сохранила место в Лиге 2, но Сикора по окончании сезона покинул клуб, его место занял Филипп Монтанье.
В ноябре 2020 года вернулся систему «Ланса», став на общественных началах тренером по работе с защитниками в тренировочном центре клуба. С июня 2021 года — главный тренер команды «Ланса» из игроков до 19 лет.

### Достижения
Игрока
- Чемпион Франции: 1997/98
- Обладатель Кубка французской лиги: 1998/99

Тренера
- Чемпион Франции среди команд до 17 лет: 2011/12

### Личная жизнь
Женился в 1992 году. Супруга Натали (род. 1972), дочери Леа (род. 1994) и Эмма (род. 1996). Отец умер в 1991 году от рака, есть младшая сестра.